# 692 v.Chr.
Het jaar 692 v.Chr. is een jaartal volgens de christelijke jaartelling.

## Gebeurtenissen

### Assyrië
- Koning Sanherib ontvangt geschenken van het koninkrijk Sheba.